# Sosialistisk Valgforbund
Sosialistisk Valgforbund var en allians av socialister på vänstersidan i norsk politik åren 1973-1975. Alliansen bestod av fyra partier: Sosialistisk Folkeparti (SF), Demokratiske Sosialister (AIK) (DS), Norges Kommunistiske Parti (NKP) och partilösa vänsterorienterade. DS var delar av "Arbeiderbevegelsen Informationskommité mot norsk medlemskap i EF(EU)", de organiserade EF/EU-motståndarna i Arbeiderpartiet. Dessa fyra grupper hade stått tillsammans i synen och argumentationerna i kampen mot norskt medlemskap i EU inför folkomröstningen 1972, och efter segern för nej-folket tyckte de att det kändes naturligt att gå enade i Stortingsvalet 1973.
Sosialistiskt Valgforbund deltog och blev en stor succé, med över 11% av rösterna och 16 mandat i Stortinget. Det var det bästa resultatet för något parti till vänster om Arbeiderpartiet sedan brakvalet för Norges kommunistiska parti (NKP) 1945.
Valgforbundet hade gått till val med ett program som alla partierna var överens om. Efter valet ville de flesta gå vidare i samlingsprocessen, och etablera ett folkets parti. Då var det nödvändigt att reda ut flera grundläggande frågor, och då visade sig stora motsättningar, särskilt mellan flertalet från SF på ena sidan och de flesta i NKP på den andra.
Samlingsprocessen gick vidare, och slutade med att Sosialistisk Venstreparti etablerades 1975. De enskilda partierna fick en tidsfrist till 1976 att lägga ner sina egna organisationer. Det visade sig då att flertalet i NKP till slut röstade mot att lägga ner sitt eget parti. Minoriteten med partiledaren Reidar T. Larsen bestämde sig för att gå med i det nya samlingspartiet.
Till en viss grad kan man därför säga att Sosialistisk Venstreparti är en sorts fortsättning av Sosialistisk Valgforbund. De allra flesta partimedlemmarna i det nya partiet kom från SF och Arbeiderpartiet och även nya politiker gick med i partiet.